# Marek Manik
Marek Manik (* 29. September 1985 in Bratislava) ist ein slowakischer Squashspieler.

## Karriere
Marek Manik spielte vereinzelt auf der PSA World Tour und erreichte seine höchste Platzierung in der Weltrangliste mit Rang 167 im März 2009. Mit der slowakischen Nationalmannschaft nahm er seit seinem Debüt 2006 ein Dutzend Mal an Europameisterschaften teil. Im Einzel stand er siebenmal im Hauptfeld der Europameisterschaft: 2004, 2006, 2007, 2009, 2010 und 2015 schied er dabei jeweils in der ersten Runde aus, während er 2008 dank eines kampflosen Sieges die zweite Runde erreichte. 2008 wurde Manik erstmals slowakischer Landesmeister und gewann 2009 sowie von 2011 bis 2013 vier weitere Titel.

## Erfolge
- Slowakischer Meister: 5 Titel (2008, 2009, 2011–2013)